# Voßbruch
Die Ortschaft Voßbruch mit etwa 90 Einwohnern ist ein Ortsteil der Gemeinde Lindlar, Oberbergischer Kreis in Nordrhein-Westfalen (Deutschland).

## Lage und Beschreibung
Voßbruch liegt südlich unweit von Lindlar. Weitere Nachbarortschaften sind Bolzenbach und Unterheiligenhoven.

## Geschichte

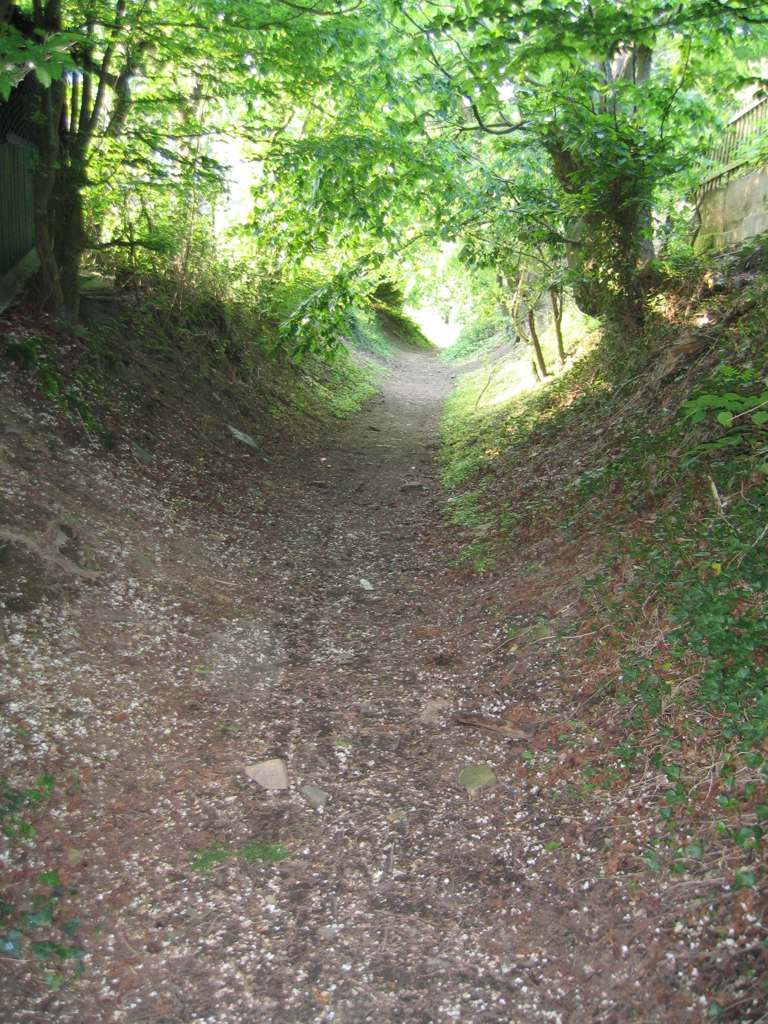
Alter Hohlweg in Lindlar-Voßbruch

Voßbruch wurde 1467 als voesbroich das erste Mal erwähnt. 1807 wurde der Ort als Vosbrog „Im Grundris des Guthes zur Wiedenhoff und des zu hiesiger Pastorat gehörigen Zehnten“ erwähnt.
Der Ursprung des Ortsnamens ist schwierig zu bestimmen. Die Nachsilbe „-bruch“ kennzeichnet meist ein Moor beziehungsweise eine sumpfige Stelle. Diese Silbe lässt sich aufgrund der Hang- und Tallage Voßbruchs mit dem entsprechenden Fließgewässer relativ eindeutig erklären. Die Vorsilbe „Voß-“ ist schwieriger zu deuten. Laut mündlicher Überlieferung soll es in Voßbruch im „Bruch“, also in den Gebieten nahe dem Gewässer viele Füchse gegeben haben. Dieser werden in der Mundart als „Vüsse“ beziehungsweise „Vuss“ in der Einzahl bezeichnet (auch bei der Ortschaft Voßhagen in Hückeswagen). So muss wohl im Laufe der Zeit der Begriff „Vussbruch“, wie Voßbruch auch noch heute im Dialekt heißt, entstanden sein.
Die Kapelle Sankt Johannes Baptist wird im Jahre 1658 in einer Kirchenrechnung erwähnt. Dort wird der Fuhrlohn für 2000 „Deckspähn“ für das „Cruitzheußgen“ in Voßbruch erwähnt. In dieser Zeit muss also die Kapelle errichtet worden sein.
Im Mittelalter gehörte Voßbruch zur Honschaft Helling im Kirchspiel Lindlar.
In einem kirchlichen Visitationsbericht von 1731 wird die Kapelle zu Voßbruch bestätigt, es heißt dort, dass „an den Patronatsfesten und hier und da auf Wunsch von Bittstellern Gottesdienst gehalten“ werde.
1830 wurde in der Topographisch-Statistischen Beschreibung der Königlich-Preußischen Rheinprovinz vermerkt: Vosbroch mit 69 [Einwohnern].
Bei der außerordentlichen Viehzählung am 1. Dezember 1908 waren in Voßbruch 14 Höfe, von denen 11 Vieh hielten, vermerkt. Insgesamt gab es 1 Pferd, 39 Rinder und 8 Schweine. Am 28. August 1931 erhielt Voßbruch einen öffentlichen Fernsprecher. Als am 12. April 1945 die Alliierten Lindlarer Gebiet erreichten, hatten sich auf Lindlarer Gebiet Teile einer deutschen Division festgesetzt. Durch den alliierten Artilleriebeschuss starben in Voßbruch die Mitbürger Karl Robert Wolfgang Hähnel und Heinz Friedrich Seresse.

## Sehenswürdigkeiten

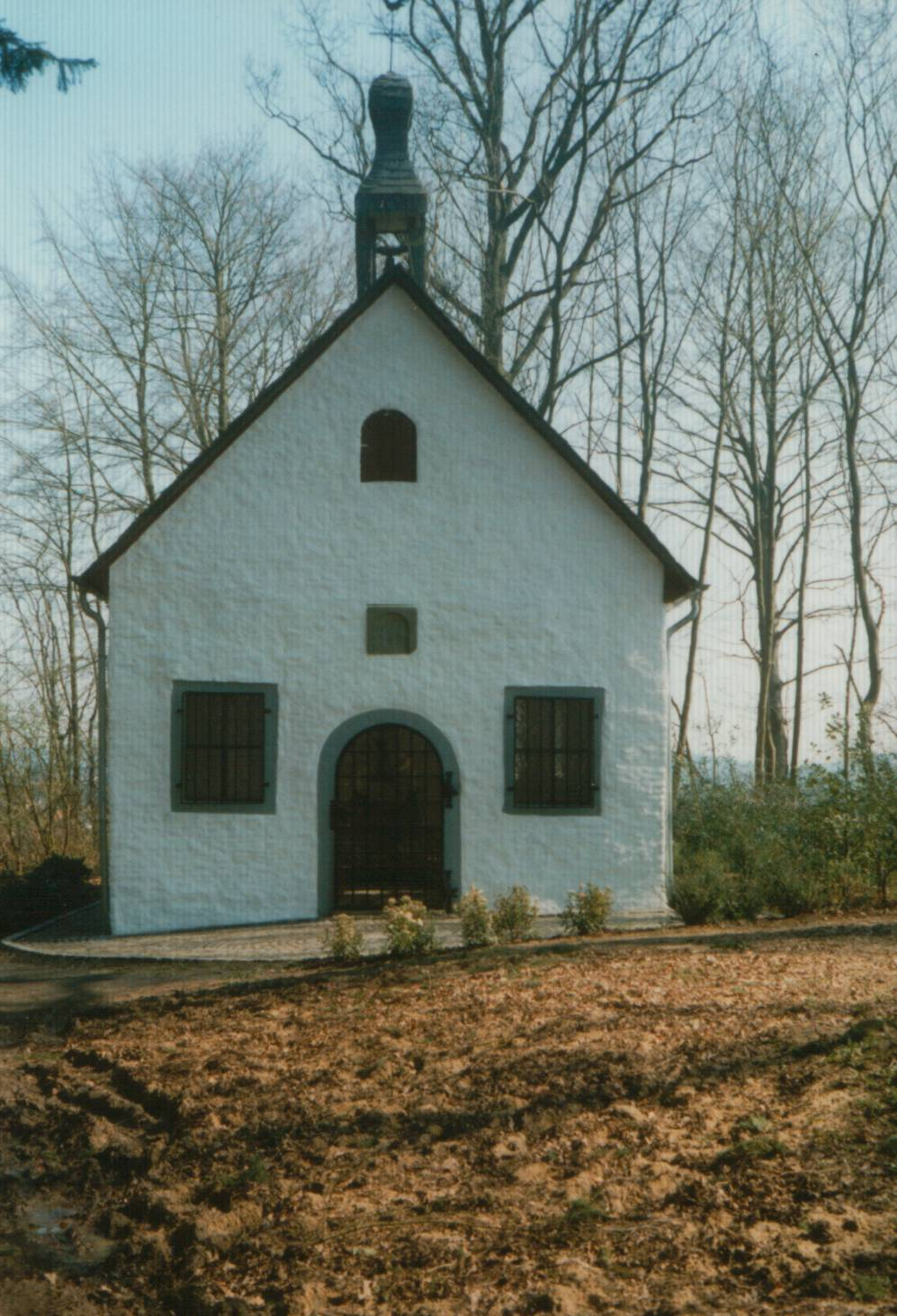
Johanneskapelle bei Voßbruch

In Voßbruch gibt es alte Wegekreuze, einen alten Hohlweg und eine Kapelle von 1658. Diese Johanneskapelle, ein einfacher Bruchsteinbau mit einer kleinen Kirchenglocke wurde außerdem 1705 in einer Gottesdienstordnung erwähnt.
Im Ort befindet sich ein Hof mit einem zweigeschossigen Fachwerkbau aus dem 18. Jahrhundert. Er ist seit 1830 in Familienbesitz. In diesem Hof befindet sich noch ein alter Grenzstein aus dem Jahre 1760 von Oberheiligenhoven. Ein weiterer Oberheiligenhover Grenzstein befindet sich in einem der beiden Wegekreuze in Voßbruch. Außerdem befindet sich im Ort ein gut erhaltener Hohlweg. Er wird als Trampelpfad zwischen zwei asphaltierten Straßen genutzt.
Die beiden Wegekreuze in Voßbruch tragen die Inschriften:
- "Dises K(R)EUTZ HAD ZUR EHRE GOTTES ERRICHDEN LASSEN DIE EHLEUTE GEORG FRANGENBERG UN(D) ANNA SIBILLA BRÖCHER ZU VOSBROCH IM JAHR 1843, 23/3"
- "Errichtet von ANNA MARGARETHA BRÜCHER Wittwe von PETER REÜDENBACH und deren Kindern GERHARD REÜDENBACH u. ANNA GERTRUD REÜDENBACH zu Vosbruch im Jahr 1848"

## Freizeit und Sport
Durch Voßbruch führen die Rundwanderwege A1 (Lindlar – Oberheiligenhoven – Unterheiligenhoven – Voßbruch – Lindlar) und A3 (Lindlar – Voßbruch – Unterheiligenhoven – Wüstenhof – Hölzer Kopf – östlich Tannenhof – Oberschümmerich – Unterschümmerich – Altenrath – Böhl – Lindlar)

## Wirtschaft, Industrie und Infrastruktur
Von enormer Bedeutung für Voßbruch ist nach wie vor die Landwirtschaft. Außerdem ist eine Gastwirtschaft vorhanden.